# 康县隆肛蛙
康县隆肛蛙（学名：Nanorana kangxianensis）一种于中华人民共和国甘肃省康县豆坝镇秦岭西部山区发现的两栖动物，隶属于叉舌蛙科倭蛙属。

## 形态特征
康县隆肛蛙雄蛙体长55.9～87.4毫米，雌蛙体长54.6～101.1毫米。皮肤较光滑。身体背面一般呈柠檬黄色，夹杂有黑褐色云状斑；两眼间有一小白点，体侧有黄色点状斑；体腹面灰白色，咽胸部及腹侧有深色斑纹。